# Charles Owen Waterhouse
Charles Owen Waterhouse (19 de junio de 1843 - 4 de febrero de 1917) fue un entomólogo inglés que se especializó en los coleópteros.
Waterhouse trabajó en el Museo de Historia Natural de Londres. Escribió la parte correspondiente a los bupréstidos de la obra Biologia Centrali-Americana (1889) de Frederick DuCane Godman y Osbert Salvin, y otros muchos escritos sobre la colección de coleópteros de todo el mundo del museo, describiendo cientos de nuevas especies.
Fue presidente de la Royal Entomological Society (1907-1908).

## Abreviatura (zoología)
La abreviatura Waterhouse  se emplea para indicar a Charles Owen Waterhouse como autoridad en la descripción y taxonomía en zoología.